# Max Kolbe
Max Kolbe (* 14. April 1859 in Nimkowitz, Kreis Steinau; † 22. April 1925 in Berlin) war Lehrer und Mitglied des Deutschen Reichstags.

## Leben
Kolbe besuchte die Volksschule in Steinau, die höhere Bürgerschule (Realschule mit Latein) in Striegau, das Realgymnasium am Zwinger in Breslau und die Universitäten in Breslau und Göttingen. Während seines Studiums wurde er 1878 Mitglied der Burschenschaft Raczeks und 1881 der Burschenschaft Brunsviga. Von 1886 bis 1888 war er Probekandidat, Hilfslehrer am Progymnasium in Striegau und dann bis 1892 Oberlehrer am Realgymnasium in Tarnowitz. Anschließend war er bis 1898 Kreisschulinspektor in Oberglogau, bis 1905 Seminardirektor in Pilchowitz und Rawitsch und seit 1905 Provinzialschulrat in Danzig. In Oberglogau war er Stadtverordneter, Vorsitzender des Vereins für Gartenbau, Bienen- und Geflügelzucht. In Rawitsch war er Vorstandsmitglied des Vereins für Kunst und Wissenschaft, des Roten Kreuz-Vereins, des Vaterländischen Frauen-Vereins und auch sonst Mitglied wissenschaftlicher und vaterländischer Vereine. Er wurde ausgezeichnet mit dem Roten Adlerorden IV. Klasse.
Von 1907 bis 1912 war er Mitglied des Deutschen Reichstags für den Wahlkreis  Regierungsbezirk Posen 6 Fraustadt, Lissa und die Deutsche Reichspartei.